# Drepanogynis purpurascens
Drepanogynis purpurascens là một loài bướm đêm trong họ Geometridae.